# Kwanyama
El kwanyama és una llengua bantu que es parla a Angola i a Namíbia. El seu codi ISO 639-3 és kua.

## Dialectologia
El kwanyama és intel·ligible amb l'ndonga i el kwambi.

## A Angola
A Angola hi ha 421.000 kwanyama-parlants (1993); es parla a la zona centre-sud de l'Estat. El 1974 es va editar una bíblia en llengua kwanyama.

## A Namíbia
A Namíbia hi ha 713.919 parlants de les llengües kwanyama, ndonga i kwambi (1991). Es parla al nord d'Okavangoland. És una llengua nacional de l'Estat. També hi ha molta gent que el parla com a segona llengua. A Namíbia es diu otjiwambo i owambo, considerant que el kwanyama i l'ndonga estan junts.